# Радиоволновой контроль
Радиоволновой контроль — это вид неразрушающего контроля, который основан на анализе взаимодействия электромагнитного излучения радиоволнового диапазона с объектом контроля.

## Область применения
Радиоволновой контроль применяют для решения практически всех основных задач неразрушающего контроля: толщинометрии, интроскопии, дефектоскопии и структуроскопии. Используемая аппаратура, в основном построена на базе стандартных или модернизированных элементов СВЧ. Специальным элементом при решении конкретной задачи может быть источник или приёмник излучения, а также приспособление для крепления и перемещения объекта.
Этим методом контролируют изделия из материалов, где радиоволны слабо затухают, такие как: диэлектрики, стекловолокно, пластмассы, керамика, тонкостенные металлические объекты и пр.

## Приборы радиоволнового контроля
- Радиоволновой дефектоскоп — предназначенный для выявления, регистрации и определения размеров или координат дефектов типа: нарушения сплошности и неоднородности.
- Радиоволновой толщиномер — измеряет толщину объектов и элементов.
- Радиоволновой диэлектромер — измеряет диэлектрические характеристики вещества.
- Радиоволновой плотномер — измеряет плотность или пористость радиопрозрачных веществ.
- Радиоволновой влагомер — измеряет влажность радиопрозрачных веществ.
- Радиоволновой эллипсометр — необходим для проведения неразрушающего контроля эллипсометрических радиоволновым методом.
- Рефлектометр — измеряет параметры отражённого радиоволнового излучения.
- Радиоволновой структуроскоп — необходим для качественного определения параметров, характеризующих структуру.
- Радиоинтроскоп — дефектоскоп с визуализацией скрытого радиоизображения объекта контроля или многоэлементной обработкой информации на основе ЭВМ.
- Квазиоптический радиоинтроскоп — содержит устройства для квазиоптического формирования радиоизображения.

## Методы радиоволнового контроля
| №  | Метод                                         | Описание |
| -- | --------------------------------------------- | --- |
| 1  | Активный                                      | объект контроля в этом методе подвергается воздействию источника радиоволнового излучения |
| 2  | Пассивный                                     | в этом методе источником радиоволнового излучения является объект контроля |
| 3  | Амплитудный                                   | метод основан на регистрации амплитуды радиоволн, взаимодействующих с объектом контроля |
| 4  | Амплитудно-фазовый                            | метод, основан на регистрации амплитуды и фаз радиоволн, взаимодействующих с объектом контроля |
| 5  | Геометрический                                | активный метод, основан на регистрации пространственного положения максимума интенсивности пучка радиоволнового излучения, прошедшего через объект контроля или отражённого от его задней поверхности |
| 6  | Поляризационный                               | регистрация поляризации радиоволн, взаимодействующих с объектом контроля |
| 7  | Резонансный                                   | этот метод основан на регистрации резонанса и его параметров в системе преобразователь-объект контроля                                                                                                |
| 8  | Спектральный                                  | основанный на регистрации спектра радиоволнового излучения |
| 9  | Радиоволновой метод преобразования типа волны | активный метод контроля, основанный на регистрации типа волны и изменений его структуры |
| 10 | Метод отражённого радиоволнового излучения    | активный метод, основан на регистрации параметров отражённого от объекта контроля радиоволнового излучения                                                                                            |
| 11 | Метод свободного пространства                 | регистрация параметров радиоволнового излучения после взаимодействия с объектом контроля, расположенным вне преобразователя или его элементов                                                         |
| 12 | Поверхностных волн                            | анализ поверхностных волн, возбуждённых в связанных диэлектрических волноводах |
| 13 | Болометрический                               | регистрипует параметры радиоволнового излучения болометром |
| 14 | Фотоуправляемой полупроводниковой пластины    | основан на применении в качестве реактивного зонда фотоуправляемой полупроводниковой пластины или плёнки, толщина которой значительно меньше рабочей длины волны                                      |
| 15 | Термобумаг                                    | регистрирует параметровы излучения с помощью термобумаг |
| 16 | Калориметрический                             | регистрирует параметры радиоволнового излучения калориметром |
| 17 | Фазовый                                       | регистрирует фазы радиоволн |
| 18 | Временной                                     | активный метод, основан на регистрации времени прохождения радиоволн через объект контроля |
| 19 | Частотно-фазовый                              | активный фазовый метод, основан на регистрации фаз радиоволн, взаимодействующих с объектом контроля, при изменении частоты генератора                                                                 |
| 20 | Поляризационно-фазовый                        | активный фазовый метод, основан на изменении поляризации радиоволн |
| 21 | Эллипсометрический                            | активный метод, основан на регистрации изменений параметров эллиптически поляризованного радиоволнового излучения                                                                                     |
| 22 | Запаздывающей обратной связи                  | активный метод, основан на регистрации времени или фазы запаздывания сигнала обратной связи преобразователя                                                                                           |
| 23 | Голографический                               | активный метод, основан на голографии |
| 24 | Прошедшего излучения                          | регистрация параметров прошедшего через объект контроля радиоволнового излучения |
| 25 | Рассеянного излучения                         | регистрация параметров излучения, рассеянного объектом контроля |
| 26 | Термолюминофоров                              | регистрация параметров излучения термолюминофором |
| 27 | Жидких кристаллов                             | регистрация излучения жидкими кристаллами |
| 28 | Термисторный                                  | регистрация параметров излучения термистором |
| 29 | Детекторный                                   | регистрация параметров излучения детектором |
| 30 | Биений                                        | активный, спектральный метод, основан на регистрации низкочастотного спектра биений, образованный взаимодействием непрерывного частотно-модулированного радиоволнового излучения с объектом контроля  |